# J. D. Davis
Pour les articles homonymes, voir Jonathan Davis (homonymie) et Davis.
Jonathan Gregory Davis (né le 27 avril 1993 à Elk Grove, Californie, États-Unis) est un joueur de troisième but des Athletics d'Oakland de la Ligue majeure de baseball.

## Carrière
Joueur à l'école secondaire Elk Grove High d'Elk Grove en Californie, J. D. Davis est réclamé par les Rays de Tampa Bay au 5e tour de sélection du repêchage amateur de 2011. Il repousse l'offre, rejoint les Titans de l'université d'État de Californie à Fullerton, puis signe son premier contrat professionnel avec les Astros de Houston après avoir été sélectionné par cette équipe au 3e tour du repêchage de 2014. Il accepte des Astros un premier contrat professionnel et perçoit une prime à la signature de 748 600 dollars.
Davis fait ses débuts dans le baseball majeur avec Houston le 5 août 2017.